# Eocteniza silvicola
Genre
Espèce
Eocteniza silvicola, unique représentant du genre Eocteniza, est une espèce fossile d'araignées de la famille des Arthrolycosidae.

## Distribution
Cette espèce a été découverte à Coseley en Angleterre. Elle date du Carbonifère.

## Description
La carapace de l'holotype mesure 5 mm de long sur 4 mm et l'abdomen 5 mm de long sur 3,5 mm.

## Systématique et taxinomie
Ce sont certainement des arachnides, mais ne sont peut-être pas des Araneae pour Selden, Shcherbakov, Dunlop et Eskov en 2013.

## Publication originale
- Pocock, 1911 : A monograph of the terrestrial Carboniferous Arachnida of Great Britain. Monographs of the Palaeontographical Society, no 64, p. 1–84 (texte intégral (en)).